# David Ledesma
David Sacarías Ledesma (Graneros, Tucumán, 8 de marzo de 1999) es un futbolista argentino. Juega de defensor en Comunicaciones de la Primera B, a préstamo desde Quilmes.

## Trayectoria
Comenzó jugando en el club de su ciudad, Deportivo Graneros, hasta que en 2014, a los 15 años, llegó a Quilmes.
El 25 de noviembre de 2018 debutó con el Cervecero. Ingresó a los 22 minutos del primer tiempo por el lesionado Nicolás Ortiz. El partido finalizó 0-0 frente a Gimnasia y Esgrima de Jujuy.
El 12 de abril de 2019 firmó su primer contrato profesional, que lo liga con el club hasta 2023.

## Estadísticas
- Actualizado hasta el 9 de agosto de 2025.

| Quilmes Argentina | 2.ª                 | 2018-19             | 2   | 0 | - | - | - | - | 2   | 0 |
| Quilmes Argentina | 2.ª                 | 2019-20             | 0   | 0 | - | - | - | - | 0   | 0 |
| Quilmes Argentina | Total club          | Total club          | 2   | 0 | - | - | - | - | 2   | 0 |
| Sacachispas Argentina | 3.ª                 | 2020                | 4   | 1 | - | - | - | - | 4   | 1 |
| Sacachispas Argentina | 3.ª                 | 2021                | 33  | 3 | - | - | - | - | 33  | 3 |
| Sacachispas Argentina | 2.ª                 | 2022                | 31  | 1 | 1 | 0 | - | - | 32  | 1 |
| Sacachispas Argentina | Total club          | Total club          | 68  | 5 | 1 | 0 | - | - | 69  | 5 |
| Almirante Brown Argentina | 2.ª                 | 2023                | 12  | 0 | - | - | - | - | 12  | 0 |
| Almirante Brown Argentina | 2.ª                 | 2025                | 2   | 0 | - | - | - | - | 2   | 0 |
| Almirante Brown Argentina | Total club          | Total club          | 14  | 0 | - | - | - | - | 14  | 0 |
| Estudiantes Argentina | 2.ª                 | 2024                | 27  | 1 | 1 | 0 | - | - | 28  | 1 |
| Estudiantes Argentina | Total club          | Total club          | 27  | 1 | 1 | 0 | - | - | 28  | 1 |
| Comunicaciones Argentina | 3.ª                 | 2025                | 5   | 0 | - | - | - | - | 5   | 0 |
| Comunicaciones Argentina | Total club          | Total club          | 5   | 0 | - | - | - | - | 5   | 0 |
| Total en su carrera | Total en su carrera | Total en su carrera | 116 | 6 | 2 | 0 | - | - | 118 | 6 |
| (1) Las copas nacionales se refiere a la Copa Argentina. (2) Las copas internacionales se refiere a la Copa Libertadores y a la Copa Sudamericana. (3) Media de goles por encuentro. No incluye goles en partidos amistosos. |                     |                     |     |   |   |   |   |   |     |   |